# 陶明禮
陶明禮（1562年—？），字天產，號偉西，廣西平樂府平樂縣人，民籍，明朝政治人物。

## 生平
萬曆十年（1582年）壬午科廣西鄉試第二名舉人，萬曆十四年（1586年）丙戌科會試二十八名，登三甲第九十二名進士。通政司观政，本年八月授江西永丰县知县，十九年降边方杂职，贬龙岩典史，二十二年至二十三年任广东长乐知县。以考察闲住。

## 家族
曾祖父陶金，曾任州同知；祖父陶秀，曾任知縣累贈奉政大夫；父陶守訓，曾任知府祀鄉賢名宦。前母李氏（累贈宜人）；蔣氏（封安人贈宜人）。永感下。兄陶明春（庠生）、弟陶明易、陶明書。